# C̆
C̆ (minuskule c̆) je speciální písmeno latinky. Nazývá se C s obloučkem. Používá se velmi zřídka, například v ISO 9 transliteraci znaku Ҽ abchazské abecedy do latinky. V Unicode má majuskulní tvar kód U+0043 U+0306 a minuskulní kód U+0063 U+0306.